# 雷平縣

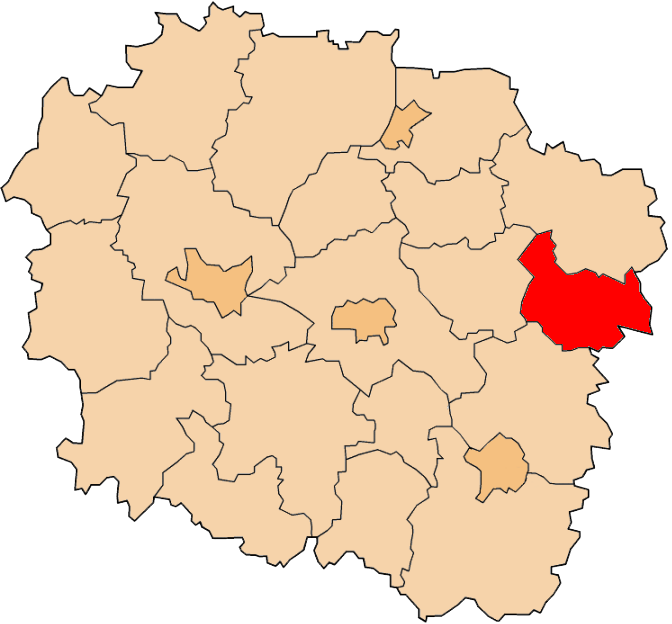

53°4′N 19°27′E / 53.067°N 19.450°E
雷平縣（波蘭語：Powiat rypiński），是波蘭的縣份，位於該國中北部，由庫亞維-波美拉尼亞省負責管轄，首府設於雷平，面積587平方公里，2006年人口44,306，人口密度每平方公里75人。